# Кудличка, Ян
Ян Кудличка (чеш. Jan Kudlička; род. 29 апреля 1988, Опава, Моравскосилезский край, Чехословакия) — чешский легкоатлет, специализирующийся в прыжке с шестом. Бронзовый призёр чемпионата мира в помещении (2014). Призёр чемпионатов Европы. Многократный чемпион Чехии. Финалист летних Олимпийских игр 2008, 2012 и 2016 года.

## Биография
Начинал карьеру с многоборья, но довольно скоро стало понятно, что лучше всего у Яна получается прыжок с шестом. В этой дисциплине он выступил на юношеском чемпионате мира 2005 года, где занял 6-е место.
В 2008 году стал тренироваться у Болеслава Патеры в Праге и сразу добился серьёзного прогресса. В 20 лет Кудличка выполнил необходимый норматив и отобрался на Олимпийские игры в Пекине, где пробился в финал и занял девятое место. В начале следующего сезона сломал шест и получил травму руки, из-за которой рост результатов несколько замедлился.
В дальнейшем считанное число раз не преодолевал квалификацию на главных соревнованиях сезона. Выступал в финале на трёх чемпионатах мира (лучший результат — 7-е место в 2013 году). На Олимпийских играх в Лондоне занял седьмое место.
В 2014 году стал бронзовым призёром чемпионата мира в помещении (впервые в карьере взял высоту 5,80 м) и чемпионата Европы.
Зимой 2016 года финишировал на четвёртом месте на чемпионате мира в помещении. Летом установил новый национальный рекорд, на соревнованиях в Праге преодолев планку на высоте 5,83 м. При неблагоприятных погодных условиях выиграл серебро на чемпионате Европы, пропустив вперёд лишь поляка Роберта Соберу.
На третьих в карьере Олимпийских играх в Рио-де-Жанейро остановился в шаге от пьедестала, заняв четвёртое место с результатом 5,75 м.

## Основные результаты
| Год  | Турнир                          | Место проведения         | Место        | Результат |
| ---- | ------------------------------- | ------------------------ | ------------ | --------- |
| 2005 | Чемпионат мира среди юношей     | Марракеш, Марокко        | 6-е          | 5,05 м    |
| 2006 | Чемпионат мира среди юниоров    | Пекин, Китай             | 5-е          | 5,30 м    |
| 2007 | Чемпионат Европы среди юниоров  | Хенгело, Нидерланды      | — (квал.)    | NM        |
| 2008 | Олимпийские игры                | Пекин, Китай             | 9-е          | 5,45 м    |
| 2009 | Командный чемпионат Европы      | Лейрия, Португалия       | 6-е          | 5,55 м    |
| 2009 | Чемпионат Европы среди молодёжи | Каунас, Литва            | 8-е          | 5,15 м    |
| 2009 | Чемпионат мира                  | Берлин, Германия         | 22-е (квал.) | 5,40 м    |
| 2010 | Чемпионат Европы                | Барселона, Испания       | 10-е         | 5,60 м    |
| 2011 | Командный чемпионат Европы      | Стокгольм, Швеция        | 6-е          | 5,50 м    |
| 2011 | Чемпионат мира                  | Тэгу, Южная Корея        | 9-е          | 5,65 м    |
| 2012 | Чемпионат Европы                | Хельсинки, Финляндия     | 6-е          | 5,60 м    |
| 2012 | Олимпийские игры                | Лондон, Великобритания   | 7-е          | 5,65 м    |
| 2013 | Чемпионат Европы в помещении    | Гётеборг, Швеция         | 5-е          | 5,71 м    |
| 2013 | Чемпионат мира                  | Москва, Россия           | 7-е          | 5,75 м    |
| 2014 | Чемпионат мира в помещении      | Сопот, Польша            | 3-е          | 5,80 м    |
| 2014 | Командный чемпионат Европы      | Брауншвейг, Германия     | 2-е          | 5,62 м    |
| 2014 | Чемпионат Европы                | Цюрих, Швейцария         | 3-е          | 5,70 м    |
| 2015 | Чемпионат Европы в помещении    | Прага, Чехия             | 7-е          | 5,65 м    |
| 2015 | Чемпионат мира                  | Пекин, Китай             | 13-е         | 5,50 м    |
| 2016 | Чемпионат мира в помещении      | Портленд, США            | 4-е          | 5,75 м    |
| 2016 | Чемпионат Европы                | Амстердам, Нидерланды    | 2-е          | 5,60 м    |
| 2016 | Олимпийские игры                | Рио-де-Жанейро, Бразилия | 4-е          | 5,75 м    |